# بريد مسجل

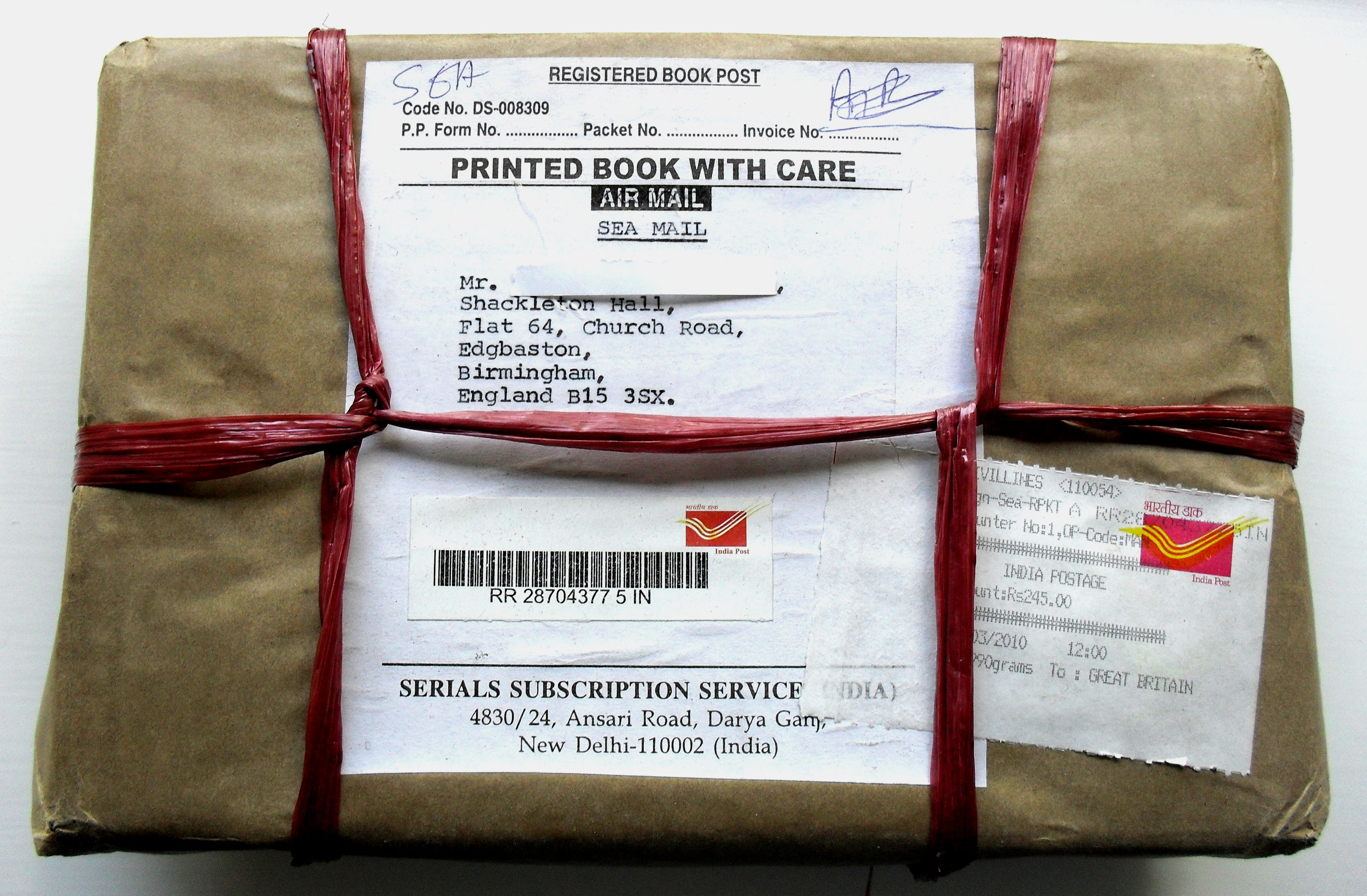
طرد بريدي مُرسل بإستخدام خدمة البريد المُسجل ويظهر عليه رقم التتبع

البريد المسجل هو خدمة بريدية للرسائل أو الطرود أو أي مستندات بريدية أخرى والتي تعتبر ذات قيمة أو بحاجة إلى حماية أكثر بحيث يمكن توفير تحكم أكبر من البريد العادي.
هناك أوقات يجب أن تصل فيها الإرساليات القيمة إلى وجهتها بشكل مؤكد وإيجابي دون التعرض لخطر السرقة أو الفقد أو التلف أثناء عملية التسليم. يمكن لعملاء البريد الذين بحhجة لإرسال سلع باهظة الثمن أو مستندات حساسة أو تحف لا يمكن تعويضها دفع رسوم إضافية وإرسال العناصر كبريد مسجل. يتعامل مع البريد المسجل بمستوى أمان أعلى من البريد العادي، بما في ذلك استخدام صندوق خاص، والتوقيعات في كل نقطة عبور، ورقم تتبع يمكن به تتبع الإرسالية.

## حدود الخدمة
عندما يطلب عميل بريدي هذه الخدمة، يجب على موظف البريد. إرفاق ملاحظة خاصة بالمظروف (الطرد وتزويد العميل بإيصال يحتوي على رقم تتبع فريد. في هذه المرحلة، يمكن للعميل أيضًا شراء التأمين على محتويات الطرد، على الرغم من أن مكتب البريد يحد بشكل عام من مقدار التغطية المتاحة.

## سلسلة الحيازة
يضع موظف البريد كل البريد المسجل في صندوق قفل خاص منفصل عن معدات معالجة البريد الرئيسية. سوف يسافر هذا الصندوق الآمن مع البريد الآخر إلى مراكز الاستلام المختلفة، حيث يقوم موظف البريد المعتمد بالتوقيع على الحيازة وتوجيه البريد وفقًا لوجهته النهائية. ستستمر عملية سلسلة الحيازة هذه حتى تصل الحزمة إلى مكتب البريد المخصص لعنوان المستلم. يمكن للعميل استخدام رقم التتبع لمتابعة تقدم الحزمة عبر الإنترنت وعرض أي محاولات لتسليم الحزمة.

## التكلفة
يمكن أن يكون إرسال خطاب أو طرد صغير بهذه الطريقة خيار تسليم مكلفًا نسبيًا، ويكلف مايعادل أضعاف تكلفة البريد العادي. هناك أيضًا رسوم إضافية للتأمين وإيصال معتمد من قبل مستلم محدد. هذه الخدمات مصممة بشكل عام لحماية العناصر ذات القيمة الجوهرية، وليس الأعمال الورقية العادية.